# Карін Боє
Ка́рін Марі́я Бо́є (швед. Karin Maria Boye; нар. 26 жовтня 1900, Гетеборг, Вестра-Йоталанд, Швеція — пом. 24 квітня 1941, Алінгсос, Вестра-Йоталанд, Швеція) — шведська письменниця й літературний критик.

## Життєпис
Народилася в Гетеборгу, на площі Васаплатсен, 11 у сім'ї інженера Карла Фредріка («Фріца») Боє (нар. 1857-1927) і Сіґне Боє (нар. 1875-1976), до шлюбу Лільєстранд. Обидвоє походили із заможних чиновницьких родин. Карін вважала, що її саму виховували «більш ніж зразково». У 1907 році пішла до школи Матільди Галльс у Гетеборгу. Вчилася добре. Мала двох братів — Свена (нар. 1903-1974) і Ульфа (нар. 1904-1999). 1909 року батько влаштувався на роботу в страховій інспекції, що в Стокгольмі, й сім'я переїхала туди.
1915 року родина оселилася в південній дільниці Стокгольма — Гуддінґе, де тепер стоїть будівля Шедальської гімназії. Там, у гаю беріз, сосен і дубів, спорудили доволі велику віллу — червону, з білими карнизами. Сім'я Боє назвала це житло березовою домівкою. Тут Карін Боє написала багато ранніх віршів, оповідань і п'єс. Вона також рисувала й малювала. Її акварелі з міфічними постатями зайняли цілу кімнату в музеї принца Евгена, що на мисі Вальдемарсудде.
1920 року Боє закінчила середню школу, а за рік склала іспит на право вчителювати в початковій школі. Тоді ж вступила до Упсальського університету, маючи намір вивчати грецьку, скандинавські мови та історію літератури. Ще 1918 року в християнському літньому таборі у Фоґельстаді познайомилася з Анітою Натгорст, а в Уппсалі знову зустріла її. На сім років старша Натгорст вивчала теологію та гуманітарні науки в університеті. На останньому курсі навчання Боє вступила до соціалістичного гуртка «Кларте». 1928 року Карін Боє склала іспит на звання маґістра філософії в Стокгольмському університеті. Як сама тлумачила, покинула Упсалу через перевтому і стрес.

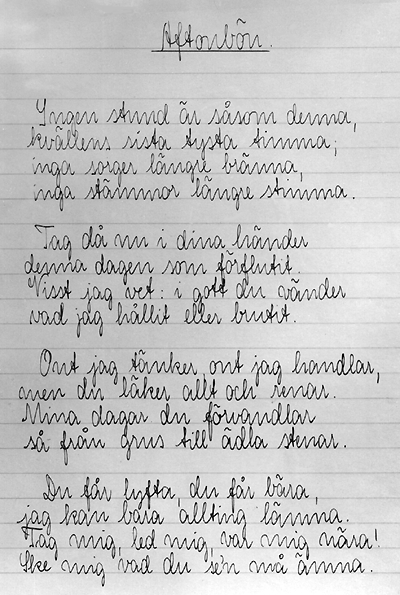
Автограф вірша Карін Боє «Вечірня молитва». 1922.

### Дебют і рання кар'єра
1922 року Карін Боє дебютувала збіркою поезій «Хмари» — роздумами молодої жінки про Бога, труднощі в житті й про своє майбуття. Ці вірші мають свої особливості й мотиви. Форма відзначається легкими перебіжними римами й схильністю до алітерації (ця схильність стане помітнішою, коли Карін Боє прочитає Старшу Едду ісландською в Уппсалі). Але передусім вражає особливий ритм із чергуванням наголошених складів. У наступних збірках — «Прихована країна» (1924) і «Вогнища» (1927) — авторка з позицій християнської етики закликає до відваги, боротьби і самопожертви. 1925 року Боє виступила з відомою віршованою «Промовою до людини» (Tal till mannen) на студентському святі весни. У 1931-му її перший роман «Астарта» виграв премію на конкурсі скандинавських романів.
1927 року Карін Боє увійшла в число членів редакції соціалістичного журналу «Кларте» (Clarté). Вона була також однією із засновників журналу «Спектрум» (Spektrum) й у 1931–1932 роках разом із Йосипом Ривкіним, Еріком Местертоном і Ґуннаром Екелефом входила в редколегію «Спектруму». Карін Боє матеріально допомогла заснувати це видання. 1928 року після батькової смерті вона одержала спадщину й кілька років була матеріально незалежною. 1931 року її вибрали у члени «Товариства Дев'яти» (Samfundet De Nio). У цій літературній академії вона посідала крісло № 6.

### Угода з самою собою
Перебуваючи в Берліні упродовж 1932—1933 років, Карін Боє перестала приховувати свою бісексуальність. У той час розірвався її шлюб із Лейфом Б'єрком. Коли поетеса повернулася додому, друзі помітили, що вона змінилася: набрала елегантності, почала менше цікавитися діяльністю марксистського крила в «Кларте» й стала вразливішою. По якомусь часі запропонувала спільне проживання молодій єврейці Марґот Ганель, яку «спокусила» (зі слів самої ж поетеси) у Берліні. Удвох вони жили аж до самої смерті Карін Боє, і це в часи, коли у Швеції гомосексуальність вважалася злочином. Глибока любов поетеси до Аніти Натгорст була неподілена.
Боє, мабуть, усвідомлювала свою гомосексуальність чи бісексуальність ще перед тим, як вийшла її дебютна книжка, але з такою властивістю було дуже нелегко примиритися й почуватися чоловіком, а тим більше — відкрито говорити про це. Маргіт Абеніус, яка знала Карін із студентських років, зауважила цю властивість ще в підліткових творах поетеси. У цих віршах і легендах юна авторка дуже часто ідентифікувала себе з героями-чоловіками, і чимало їхніх жертвених вчинків справляють враження еротично наладованих.
Абеніус має на увазі, що триває боротьба між прагненням бути вірним своєму вибору (навіть несвідомому) та своїм переконанням — «жити прямо» з власними словами Бойє — і прагненням бути вірним зовнішнім моральним вимогам, які ми добровільно беремося виконати (Супер-Еґо у Фройда. Ця важлива лінія конфлікту яка тягнеться від дебютної книжки й далі, має багато спільного з поглядом Боє на свою жадану й заборонену насолоду. Боє сама доходить до подібного тлумачення в «Кризі». Цю книжку написано саме після року, проведеного в Берліні, тож навряд чи можна вбачати в ній правильну реакцію на кризу, яку поетеса перебула на початку 1921 року (і сама зробила перший аналіз цієї кризи в листі до подруги Аґнес Фелленіус). У Берліні вона отримала також певне психоаналітичне лікування й зблизька роздивилася на прорив нацизму.

### Відомі твори
Широко відомий вірш Карін Боє Ja, visst gör det ont när knoppar brister («Аякже, болить, коли розпукуються бруньки» із збірки «Заради дерева». З прозових творів славу авторці принесли почасти автобіографічний роман «Криза» Kris і антиутопічний роман «Каллокаїн».
Карін Боє як есеїстка творила передусім в галузі літературознавства. Зокрема, цікавилася психоаналітичними течіями в модернізмі. Працювала також як критик. Її зараховують до другого покоління шведських модерністів (після першого, до якого належали Пер Лагерквіст і Біргер Шеберг).
Твори письменниці перекладено українською, англійською, арабською, білоруською, бретонською, данською, зазакі, іспанською, італійською, китайською, нідерландською, німецькою, норвезькою, перською, польською, російською, угорською, фінською, французькою й чеською мовами.

### Смерть

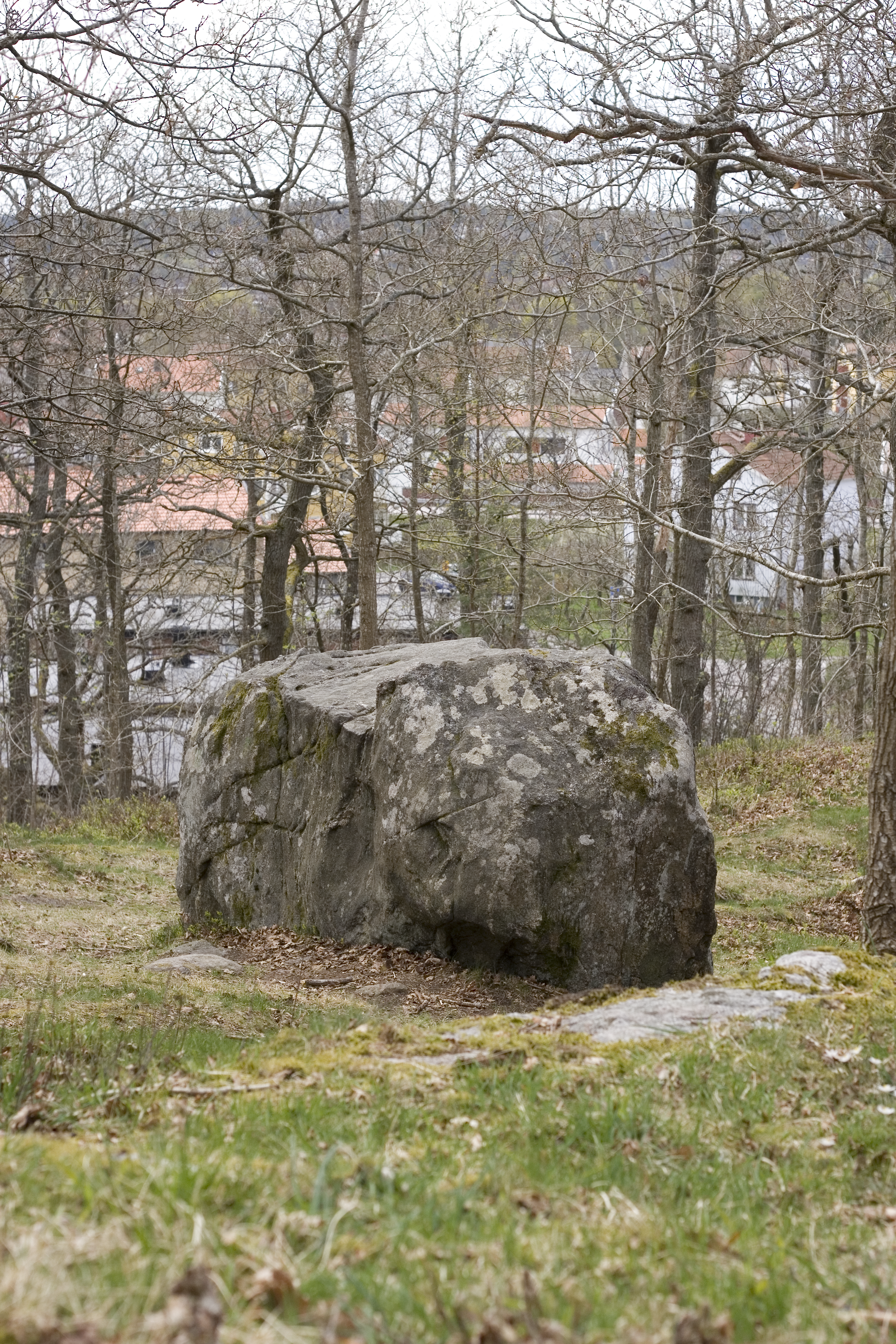
Камінь в околиці Алінґсоса — місце самогубства Карін Боє.

Карін Боє померла, вживши велику дозу снодійного. 23 квітня 1941 вона востаннє вийшла із свого житла. Згідно з документами Державного архіву в Гетеборгу, її знайшли мертвою біля великого каменя, що стоїть на пагорбі, на північ від Алінґсоса На той час Карін Боє перебувала в Алінґсосі, щоб морально підтримати смертельно хвору подругу Аніту Натгорст (1894—1941), що вмирала від раку. Судячи з листа поетеси й із спогадів її знайомих, в останні місяці свого життя Карін Боє була пригнічена, її психічний стан був дедалі менш стійкий. Цей великий камінь в околиці Нульбю став пам'яткою, й тепер його позначено на туристичній карті Алінґсоса. Карін Боє поховали в родинному гробівці на цвинтарі Östra kyrkogården («Естра чюркоґорден») у Гетеборгу.
Її симпатія Марґот Ганель (вона не була разом з Карін Боє в Алінґсосі) покінчила з собою 30 травня 1941 року. У серпні того ж року померла від раку Аніта Натгорст.

### Подружнє життя
У 1929—1932 роках Карін Боє була одружена з статистиком Лейфом Б'єрком (1907–2000), братом Кая Б'єрка.

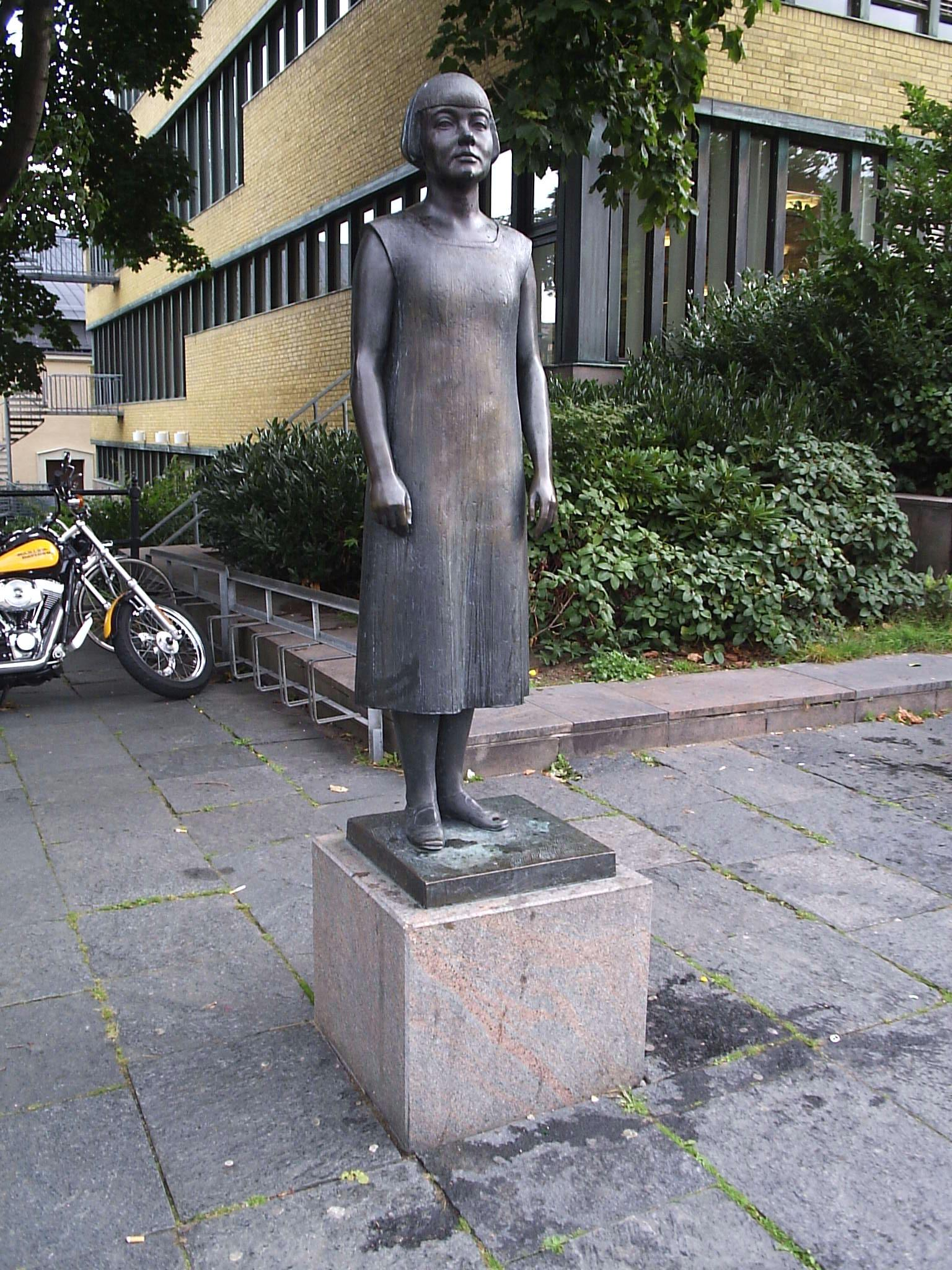
Статуя Карін Боє біля Міської бібліотеки в Гетеборгу. Скульптор Петер Лінде, 1987 рік.

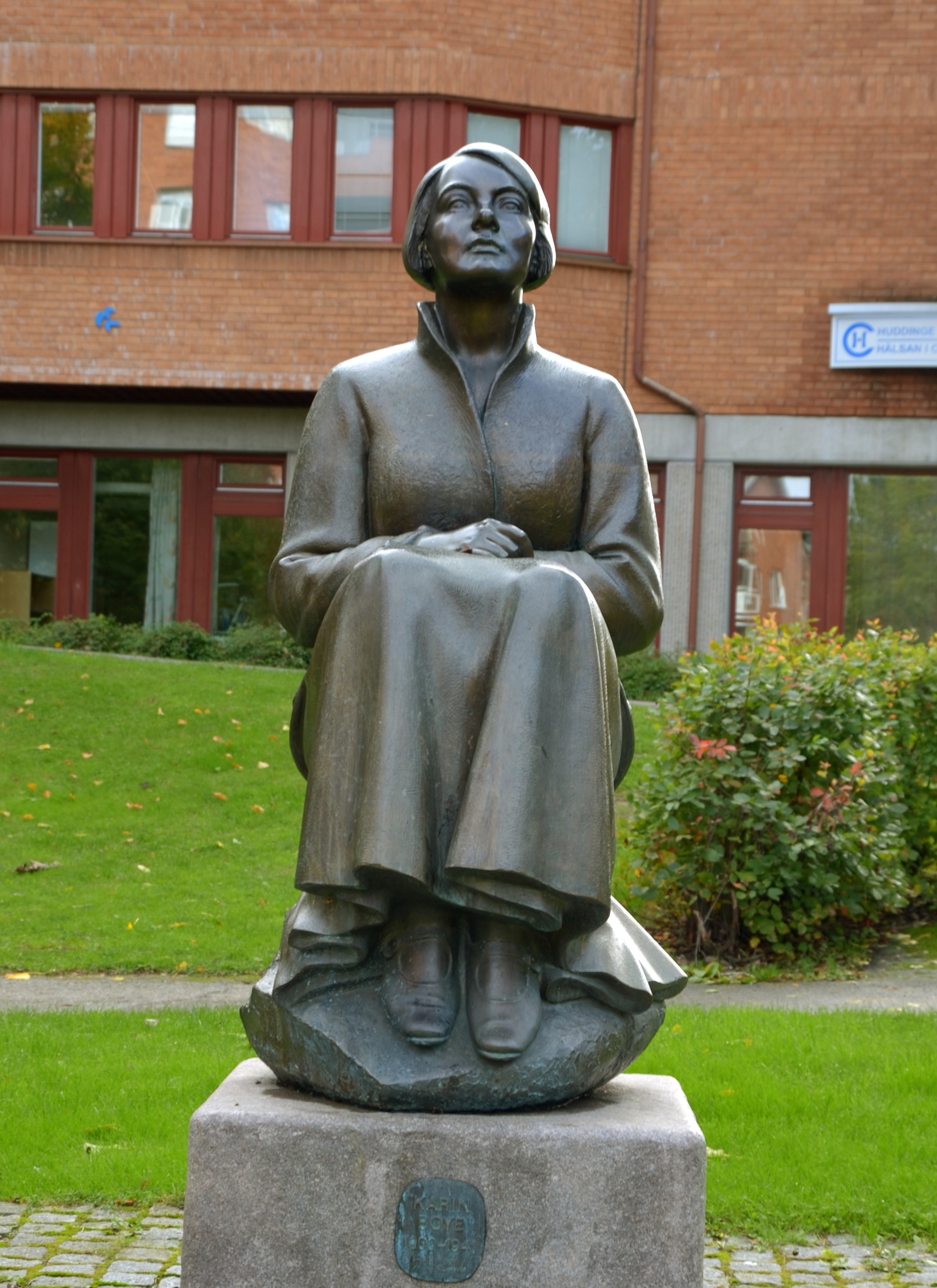
Статуя Карін Боє в Гуддинґе. Скульптор Петер Лінде, 1980 рік.

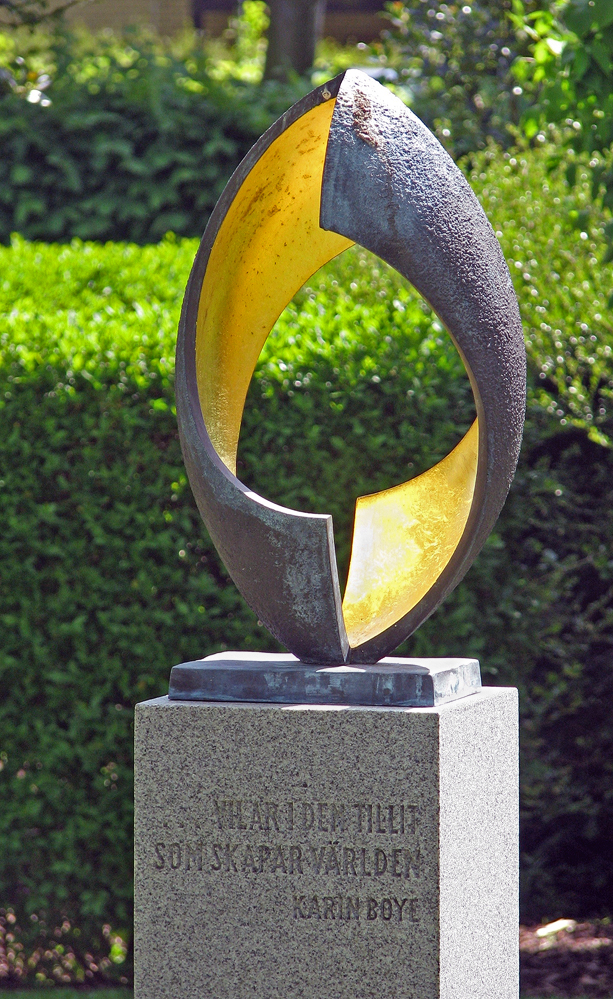
Істадський цвинтар. Пам'ятний знак із закінченням вірша Карін Боє «Аякже, болить, коли розпукуються бруньки»: «…спочивають у довірі, що творить світ».

### Посмертне визнання
Наступного року після смерті Карін Боє вийшла у світ книжка, якою віддано честь покійниці, — Karin Boye — Minnen och studier («Карін Боє — пам'ять і студії». Її редагували Маргіт Абеніус і Улоф Лагеркранц, у доборі матеріалу допомогли численні друзі письменниці. Останнім у цьому виданні стоїть вірш Яльмара Ґулльберга «Мертва амазонка», написаний під безпосереднім враженням від смерті поетеси й раніше опублікований у травні 1941-го в Ґулльберговій збірці Fem kornbröd och två fiskar («П'ять хлібин і дві рибини»). Цей твір характеризує героїчне, суперечливе й трагічне життя Карін Боє й ставить її в один ряд із героями Фермопільської битви.

## Твори
- Samlade skrifter / [red. och kommenterad av Margit Abenius]. Stockholm: Bonnier. Libris 10409 — Зібрані твори, I—XI, 1948-50, видала Маргіт Абеніус

1. Astarte, 1947. Libris 10410
2. Merit vaknar, 1948. Libris 10411
3. Kris, 1948. Libris 10412
4. För lite, 1948. Libris 10413
5. Kallocain ([Ny utg.]), 1948. Libris 10417
6. Uppgörelser, 1948. Libris 10414
7. Ur funktion: noveller, 1948. Libris 10415
8. Bebådelse: noveller, 1948. Libris 10416
9. Tendens och verkan, 1949. Libris 10418
10. Dikter, 1950. Libris 10419
11. Varia, 1949. Libris 10420

### Романи
- Astarte, 1931 — «Астарта»
- Merit vaknar, 1933 — «Меріт прокидається»
- Kris, 1934 — «Криза»
- För lite, 1936 — «Замало»
- Kallocain, 1940 — «Каллокаїн»

### Збірки поезії
- Moln, 1922 — «Хмари»
- Gömda land, 1924 — «Прихована країна»
- Härdarna, 1927 — «Вогнища»
- För trädets skull, 1935 — «Заради дерева»
- De sju dödssynderna och andra dikter, 1941 — «Сім смертних гріхів і інші вірші» (цю збірку після смерті поетеси видав Яльмар Ґулльберг; Карін Боє розпочала писати титульний вірш близько 1938 року й так не закінчила, хоч і старалася)
- Månsång, 1979 (red. Barbro Gustafsson) — «Місячна пісня», ранні вірші
- Det stora undret: ungdomsdikter, 1981 (red. Barbro Gustafsson) — «Велике диво», ранні вірші

### Есеї, щоденники, рецензії
- Språket bortom logiken, 1932 — «Мова поза логікою» (опубліковано в журналі «Spektrum»)
- Det hungriga ögat, 1992 — «Голодне око», журналістика 1930—1936 років, рецензії та есеї
- Resedagbok i Grekland: från Hitlers Berlin till Apollons Olympia, 1994 (red. Paul Åström) — «Дорожні записки у Греції: від гітлерівського Берліна до Олімпії Аполлона»

### Збірки оповідань
- Uppgörelser, 1934 — «Угода»
- Ur funktion, 1940 — «Не в ладу»
- Bebådelse, 1941 — «Благовіщення»
- Soldrottningens gudson, 1982 (red. Barbro Gustafsson) — «Божий син королеви Сонця», збірка оповідань і п'єса
- Snäckors sorl, 2008 (red. Barbro Gustafsson Rosenqvist) — «Жебоніння слимаків», вибрані оповідання

### Листування
- Ett verkligt jordiskt liv: brev / urval och kommentarer: Paulina Helgeson [Архівовано 15 квітня 2019 у Wayback Machine.]. Stockholm: Bonnier. 2000. Libris 8345227. ISBN 91-0-057138-5 — «Справдешнє земне життя»

### Переклади
- «Cement» — Цемент (Федір Гладков, з німецького перекладу Ольги Гальперн). «Fram», 1927
- «Bergtagen» — Der Zauberberg (Томас Манн, з німецької) 1929
- «Ödestimmar: fem historiska miniatyrer» — Sternstunden der Menschheit (Штефан Цвайґ, з німецької). «Ringförlaget», 1932
- «Det öde landet» — The Waste Land (Томас Стернз Еліот, з англійської, разом із Еріком Местертоном). Газета «Spektrum», 1932
- «Offervandring» Der Opfergang (Рудольф Ґ. Біндінґ, з німецької). «Ringförlaget», 1933
- «Strindberg och hans andra hustru» — Lieb, Leid und Zeit: Eine unvergessliche Ehe (Фріда Уль, з німецької) «Bonnier», 1933—1934
- Jakob Wassermann: «Etzel Andergast» — Etzel Andergast (Якоб Вассерманн, з німецької). «Bonnier», 1934
- Stéphanie, prinsessa av Belgien: «Jag skulle bli kejsarinna: minnen» — Ich sollte Kaiserin werden (Стефанія, принцеса Бельгії, з німецької). «Bonnier», 1936
- «Härlighet ur fjärran» — Strange glory (Лео Маєрз, із англійської). «Tiden», 1936
- «Fattigdom» — Armut (Антон Вільдґанс, з німецької). «Radiotjänst», 1937
- «Elisabeth av England» — Elisabeth von England (Фердінанд Брукнер), не опубліковано, з німецької[27]

## Переклади творів Боє українською
- «Каллокаїн». — К.: Видавництво Жупанського, 2016, 184 стор. ISBN 978-966-2355-71-0 (переклав Олег Король)

## Нагороди
- 1931 — друга премія на конкурсі скандинавських романів за роман «Астарта»
- 1938 — стипендія від Шведської академії на подорож до Греції

## Почесті
- 1980 року в центрі Гуддинґе поставили статую Карін Боє (автор Петер Лінде). На фасадах сусідніх будинків поміщено пам'ятні таблиці з уривками із віршів поетеси.
- 1983 року засновано Товариство Карін Боє.
- 18 травня 1985 року біля бібліотеки Carolina Rediviva («Відроджена Кароліна») в Упсалі посаджено дерево на честь Карін Боє.
- 1987 року в Гетеборгу поставили статую Карін Боє (автор Петер Лінде).
- У листопаді 1992 року керівники Гетеборзької трамвайної мережі назвали один із трамваїв іменем Карін Боє[28].
- На честь Карін Боє у 1998 році засновано літературну премію.
- 2000 року в Стокгольмі біля університетської бібліотеки поставили статую Карін Боє (автори Ільва Ліндґрен і Ян-Ерік Б'єрк).
- 2004 року іменем Карін Боє названо бібліотеку в Упсалі.
- 2004 року іменем Карін Боє названо школу в Муталі.
- 2011 року на будинку № 11, що на стокгольмській вулиці Шеппарґатан, де в 1933 році проживала Карін Боє, помістили меморіальну таблицю з віршем «Для тебе», присвяченим Марґот Ганель[29].
- Іменем Карін Боє названо вулиці в Гетеборгу, Фруенґені та Гегерстені, тракти в Седертельє й Фалькенбергу, і провулок у Гуддинґе.
- Іменем Карін Боє названо кратер на Венері.
- У Гетеборзі, на будинку № 11, на майдані Васаплатсен, що в Гетеборзі, де народилася Карін Боє, помістили меморіальну таблицю.
- На камені, біля якого померла Карін Боє (околиця Алінґсоса), поміщено пам'ятну таблицю.
- У Гуддинґе обладнано музейну кімнату пам'яті Карін Боє.

## Світлини

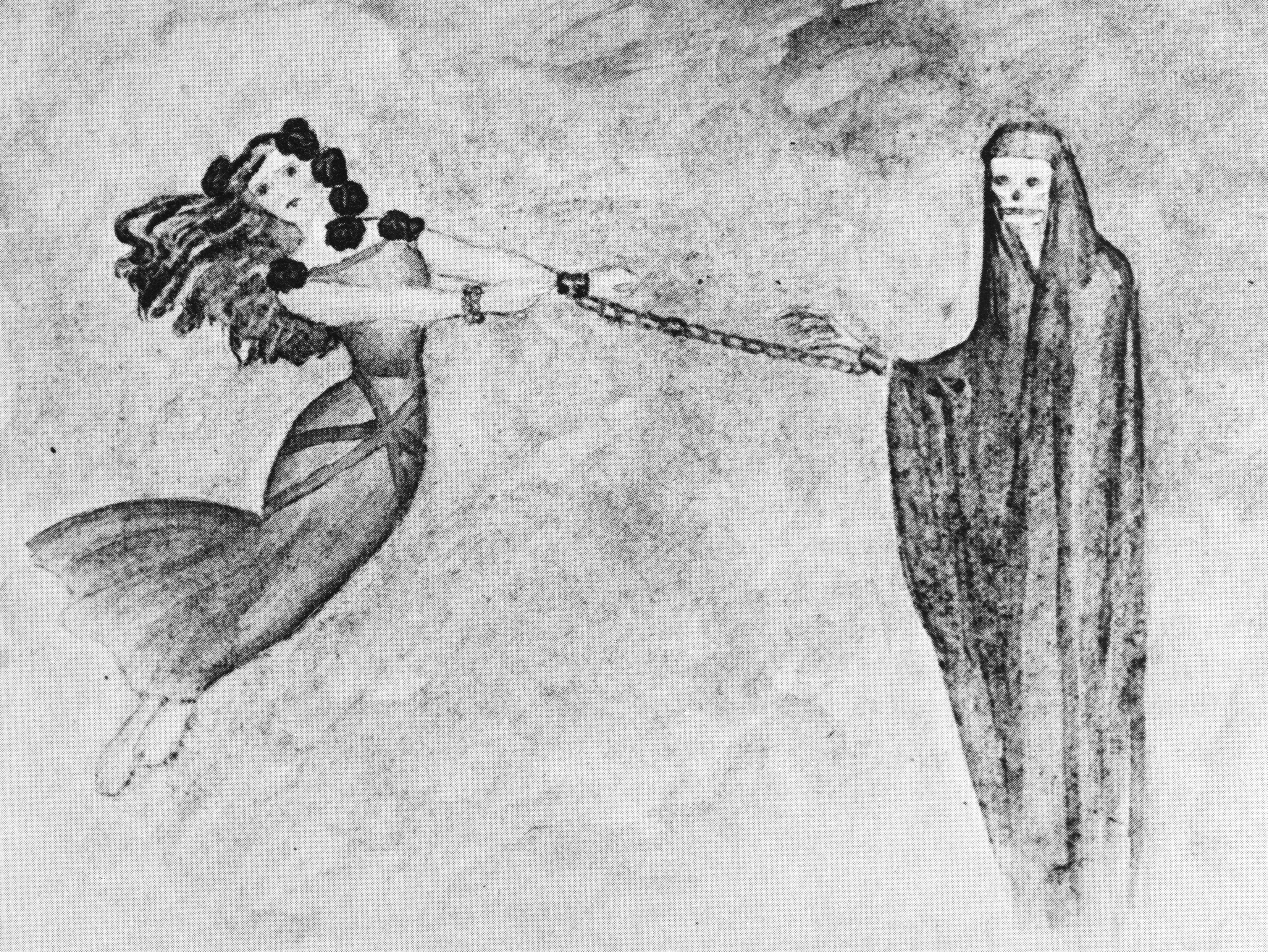
Малюнок роботи 16-18-річної Карін Боє. Авторка назвала його «Чужі». Твір можна потрактувати так: «Мене принукує чужа сила».
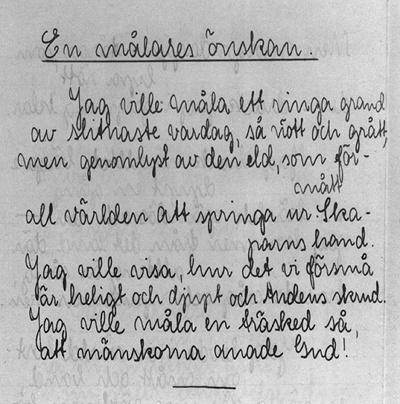
Рукопис вірша Карін Боє "Прагнення художника". 1922.
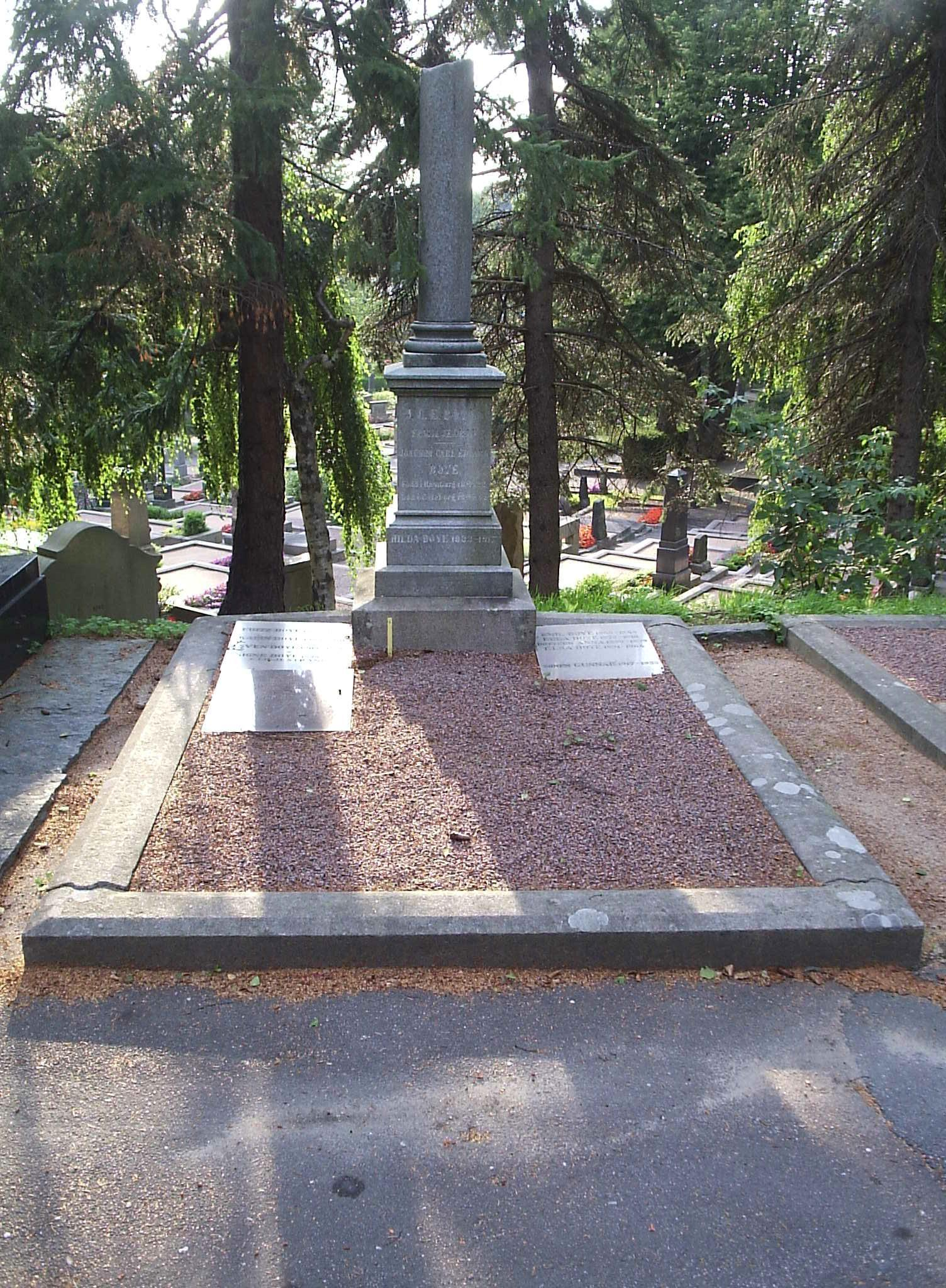
Кладовище «Естра чюркоґорд» у Гетеборзі. Гробівець родини Боє, в якому поховали Карін.
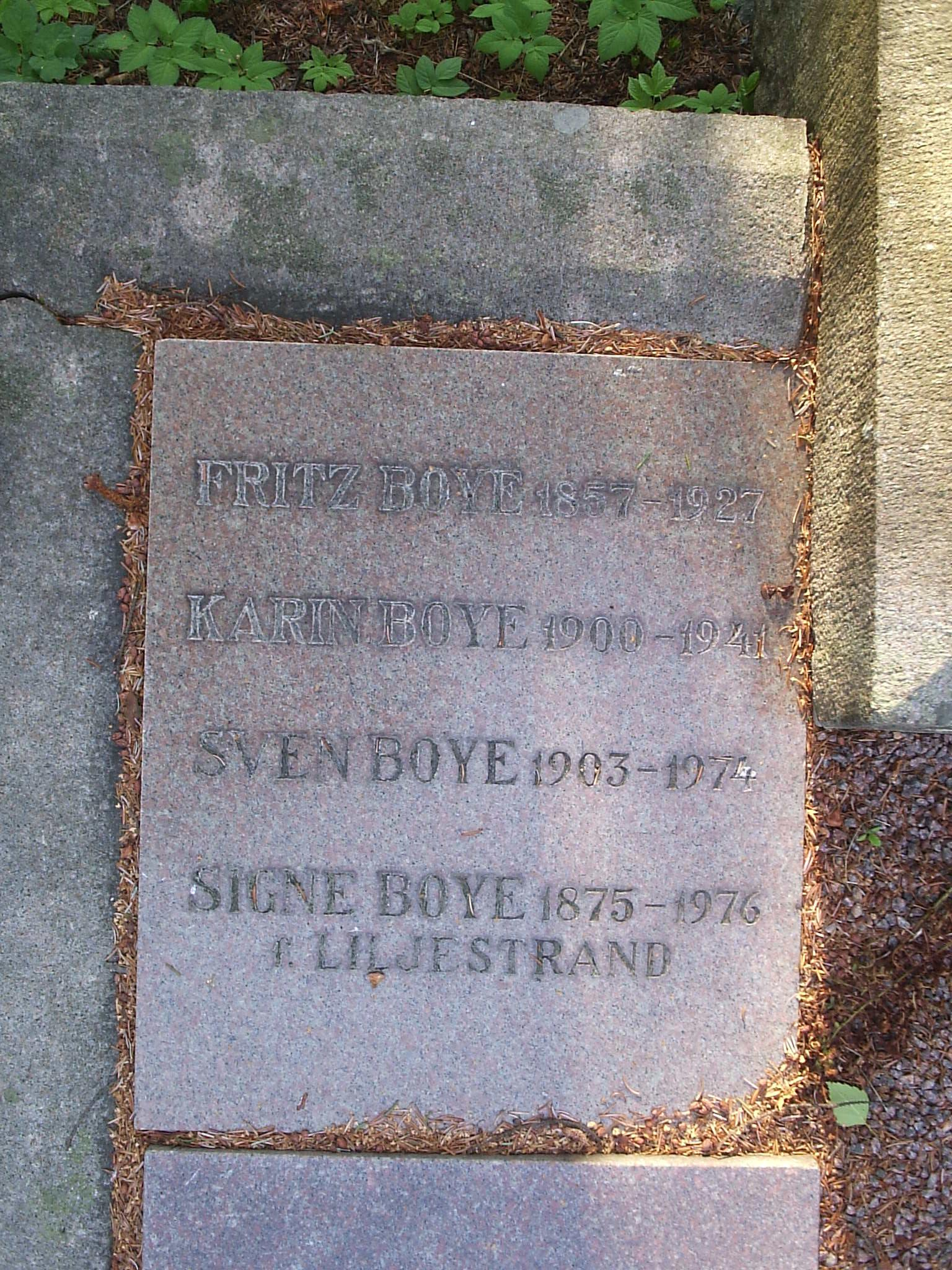
Нагробна плита з іменами та прізвищами письменниці, її батька, брата й матері.